# Parafia św. Fabiana i św. Sebastiana w Kórnicy
Parafia świętego Fabiana i świętego Sebastiana w Kórnicy – parafia rzymskokatolicka, znajdująca się w diecezji opolskiej, w dekanacie Głogówek.